# Pétra (Piérie)
Pétra, en grec moderne : Πέτρα, est un village du dème de Kateríni, de Macédoine-Centrale en Grèce.
Selon le recensement de 2011, la population du village s'élève à 37 habitants.